# Gegants del Guinardó
En Joan el Portuguès i la Marieta de la Font del Cuento, més coneguts com els Gegants del Guinardó, representen una parella d'antics vilatans, vestits a l'estil pagès, lligats a la història i al costumari del barri.
El gegant recorda un pagès que vivia a prop del carrer de la Garrotxa i que, segons que diuen, fabricava duros de plata falsos; per això en porta un a la mà. La geganta, en canvi, era la pubilla d'una masia de la zona que explicava contes a la mainada a la font del Cuento del parc del Guinardó.
L'origen d'aquestes figures el trobem en un concurs de dibuix obert a les escoles i entitats del Guinardó, amb el propòsit de triar personatges representatius del barri que servissin de model per a construir uns gegants. Per votació popular, es van seleccionar en Joan el Portuguès i la Marieta de la Font del Cuento i, tot seguit, s'encarregà la tasca de fer-los realitat a Montserrat Cuxart i a Alícia Gascón de l'escola taller el Xerrac.
El 1982 s'enllestí el gegant, que s'estrenà per la festa major del Guinardó d'aquell mateix any. I, just un any més tard, a la mateixa festa, es presentà la geganta i ballaren junts per primera vegada. Les figures que surten actualment són fruit d'una renovació total que les mateixes creadores en feren el 1995.
Els Gegants del Guinardó, que tenen ball propi amb una coreografia de Glòria Mestre, són els amfitrions d'una trobada gegantera anual que es fa per la festa major del barri, la primera quinzena de maig. També surten a dansar i passejar a més cercaviles i trobades de la ciutat, sempre portats per la Colla de Geganters del Guinardó.